# Typhloscolex reibischi
Typhloscolex reibischi är en ringmaskart som beskrevs av Friedrich 1950. Typhloscolex reibischi ingår i släktet Typhloscolex och familjen Typhloscolecidae. Inga underarter finns listade i Catalogue of Life.